# Allmänna gränd

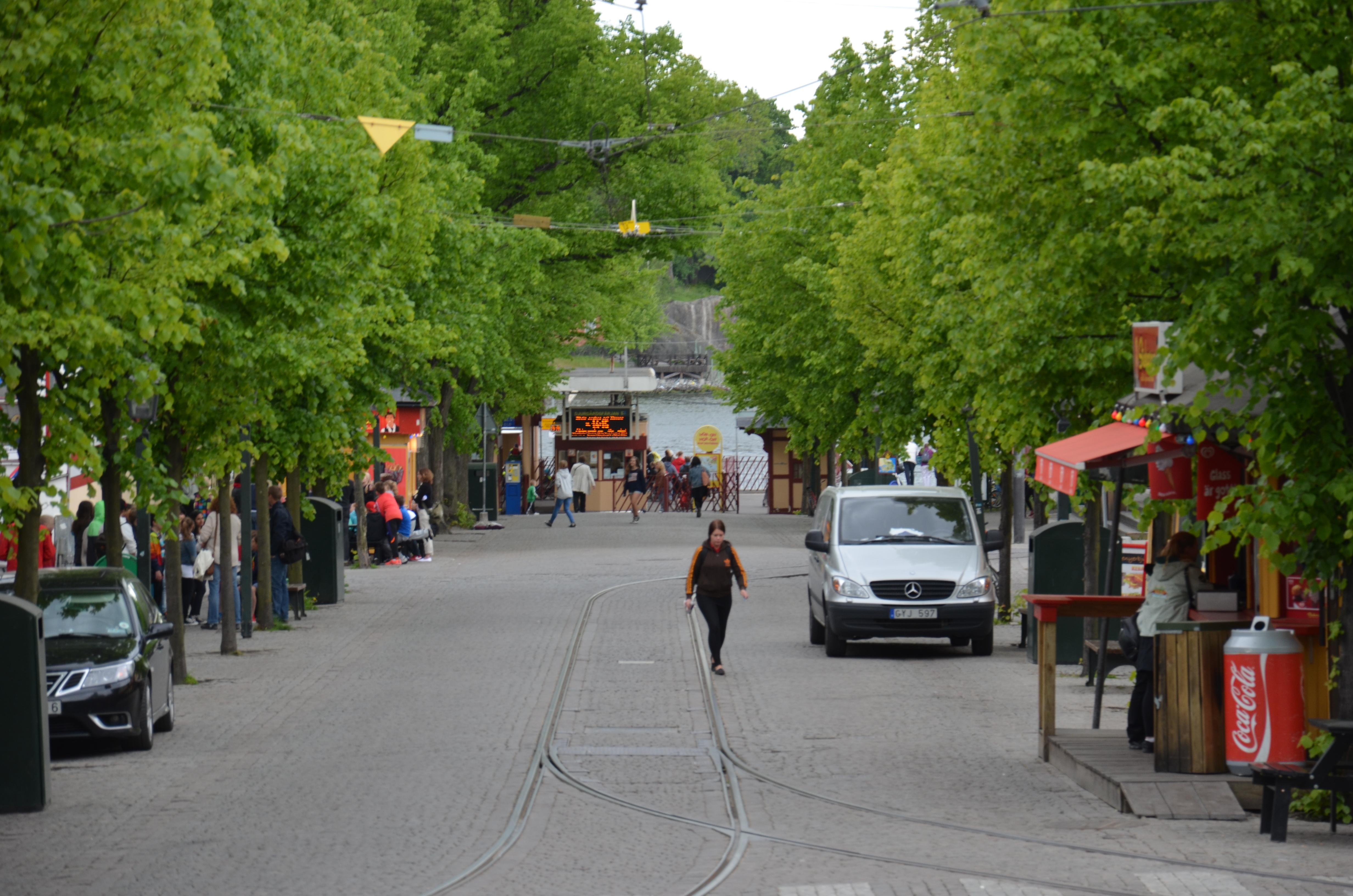
Allmänna gränd från Djurgårdsvägen

Allmänna gränd är en kort gata på Djurgården i Stockholm som förbinder Djurgårdsvägen med Saltsjön. Namnet används också för den intilliggande färjehållplatsen. Falkenbergsgatan och Lilla Allmänna Gränd är tvärgator till Allmänna Gränd.

## Historik

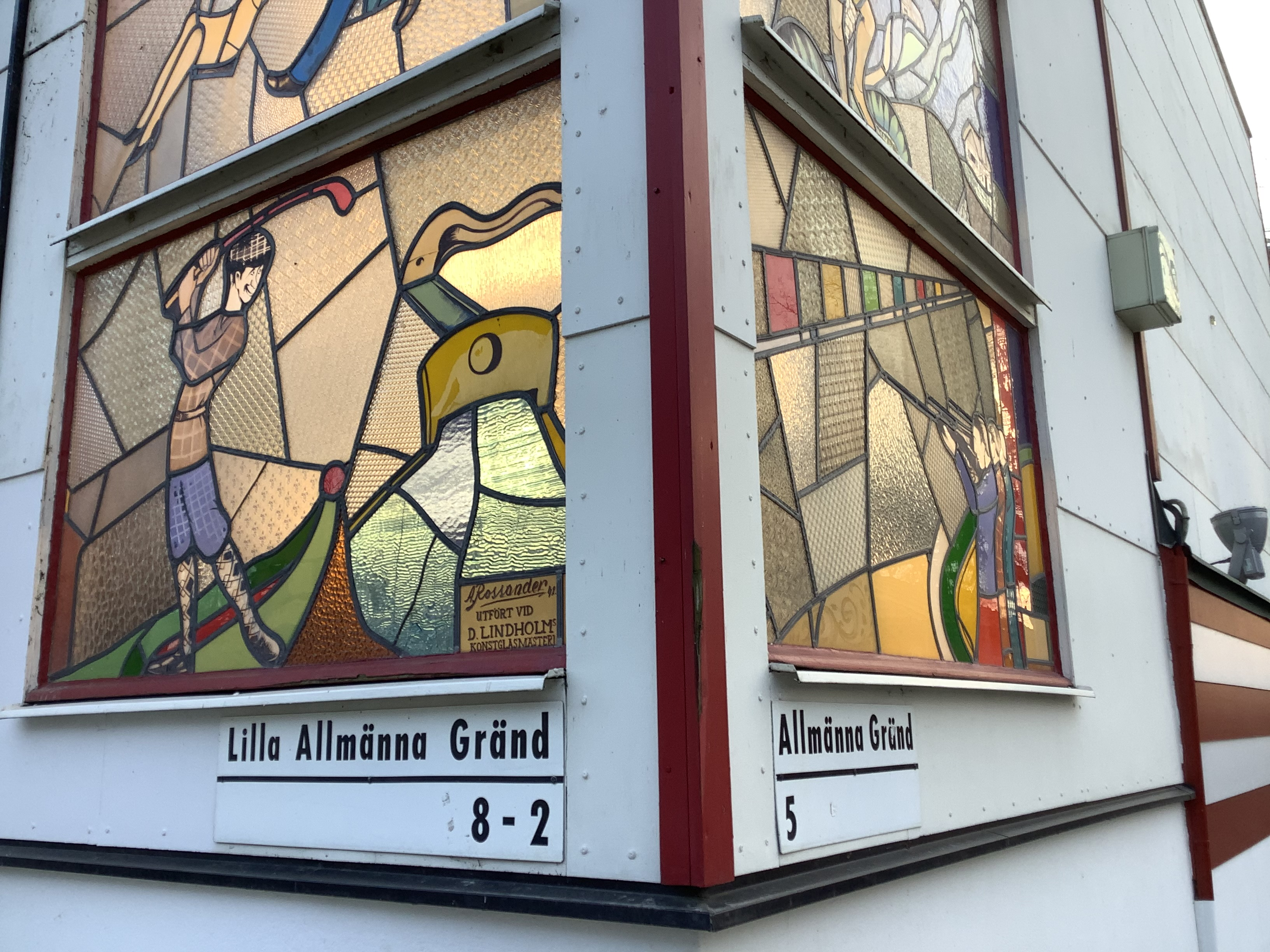
Gatuskyltar på Restaurang Tyrols torn, nedanför glasmålningar av Armand Rossander.

Allmänna gränd hette tidigare Allmänna Gatan (1806) och Allm[änna] Gränd (1844). Förleden "allmän" betyder att gatan var öppen för allmänheten. Gatan ledde fram till Djurgårdens inhägnad och vid Djurgårdsvägen fanns en port eller grind (Rundstyckesgrinden), där man skulle erlägga inträdesavgift för att komma in på Kungliga Djurgården, som på den tiden inte ingick i Stockholms stad. På 1860-talet breddades gatan och lindar planterades. 

## Nuvarande verksamheter
Hela den östra sidan av gatan upptas av Gröna Lunds anläggning som delas i två delar av Lilla Allmänna gränd som förbinder gatan med Djurgårdsstaden. I anslutning till Gröna Lunds anläggningar finns restaurang Tyrol och Gröna Lund-teatern.
Längs gatans västra sida låg tidigare det konkurrerande tivolit Nöjesfältet. Där uppförs numera ibland tillfälliga utställningar av olika slag. På den sidan finns även ett par restauranger, bland annat Wärdshuset Bellmansro, och där anknyter också Falkenbergsgatan till Allmänna gränd.
Vid gatans södra ände finns en brygga med samma namn som gatan som trafikeras av Djurgårdsfärjan.

## Bilder

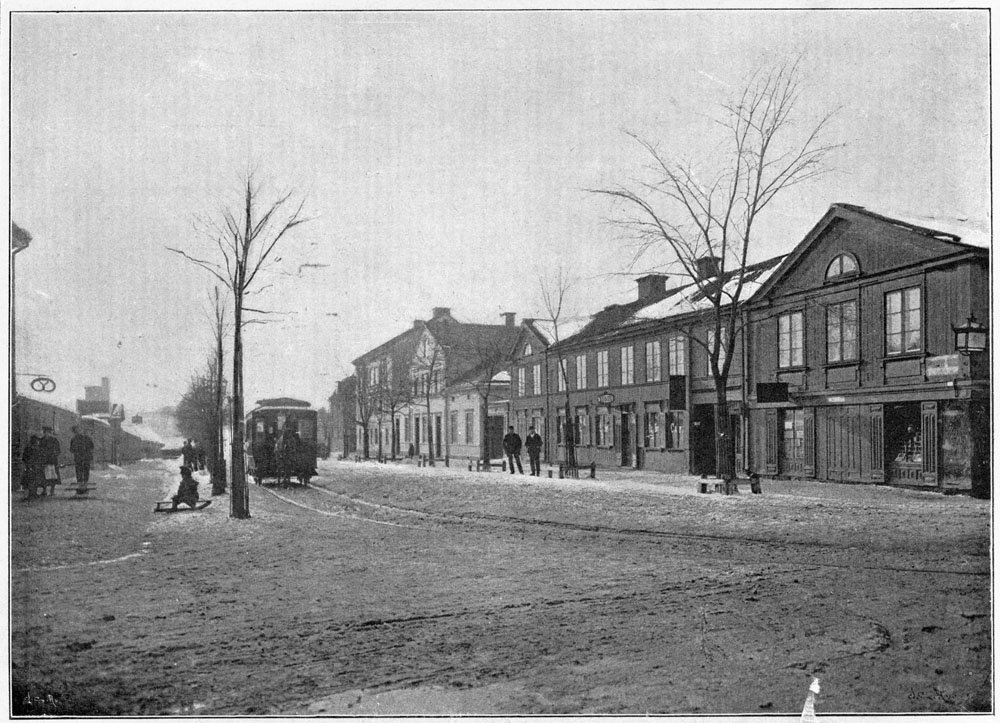
Allmänna gränd med hästspårvagn 1895.
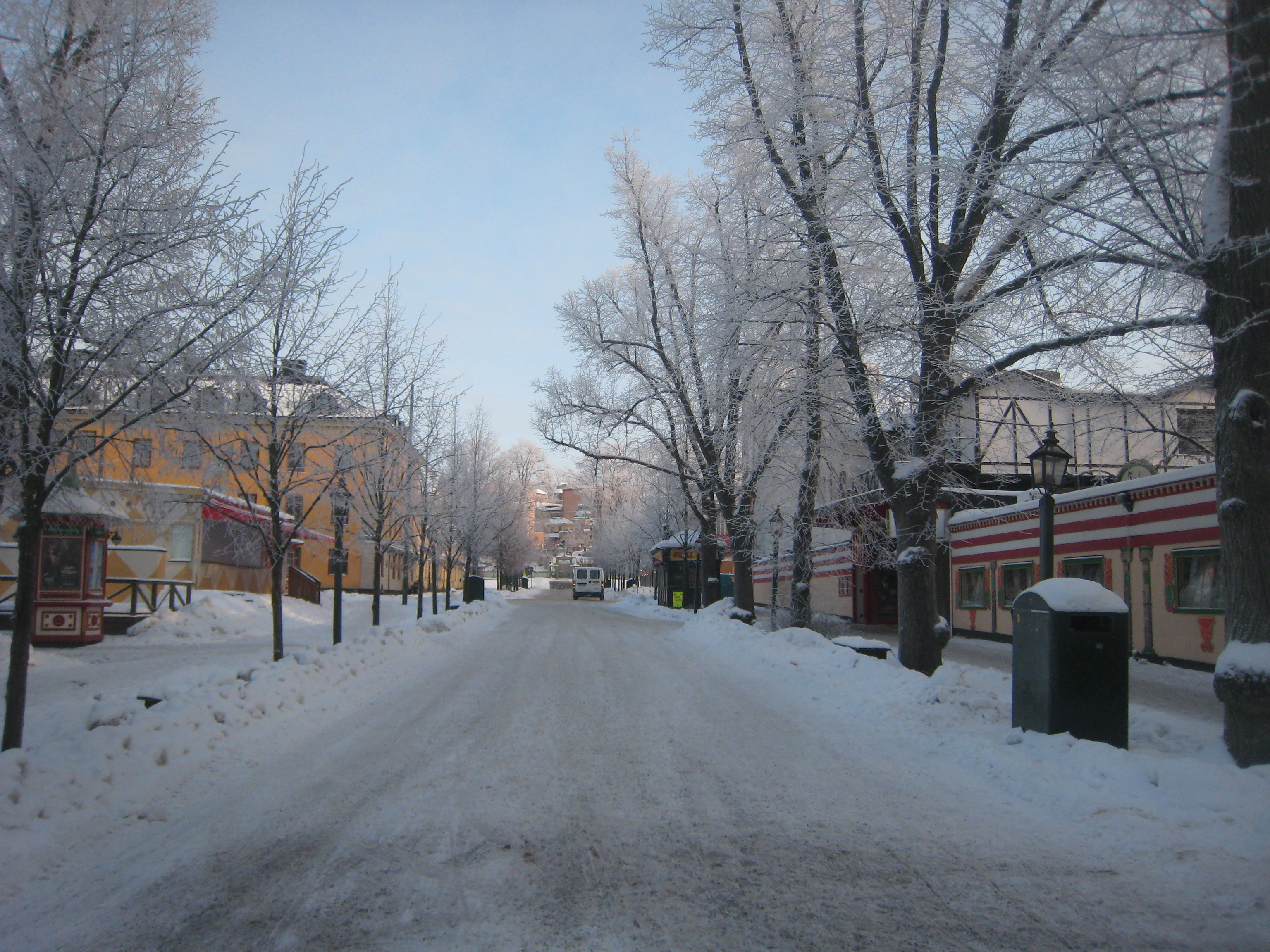
Allmänna gränd i januari 2010. Till höger ligger Gröna Lund.
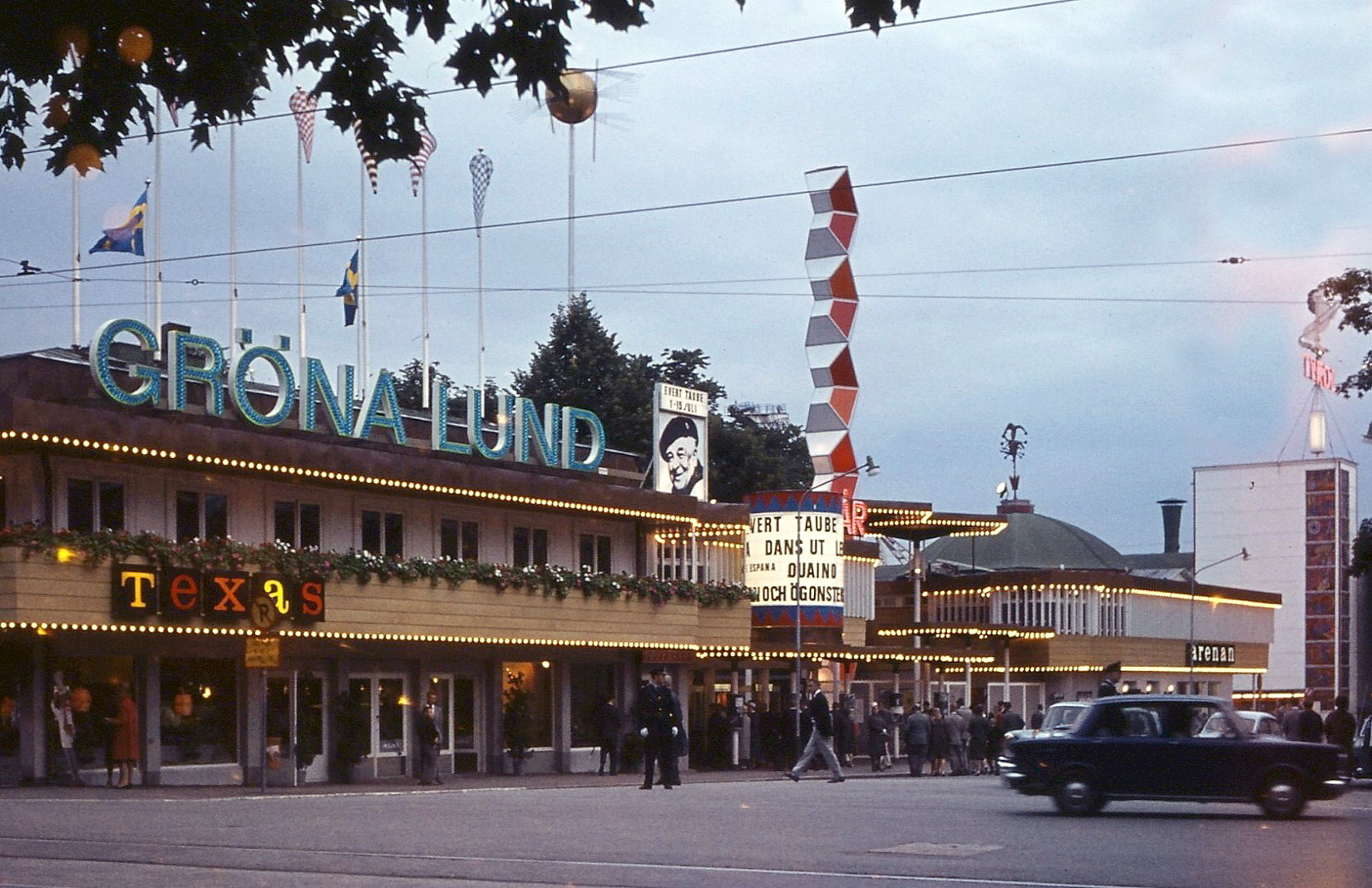
Allmänna gränd sedd från Djurgårdsvägen 1963.
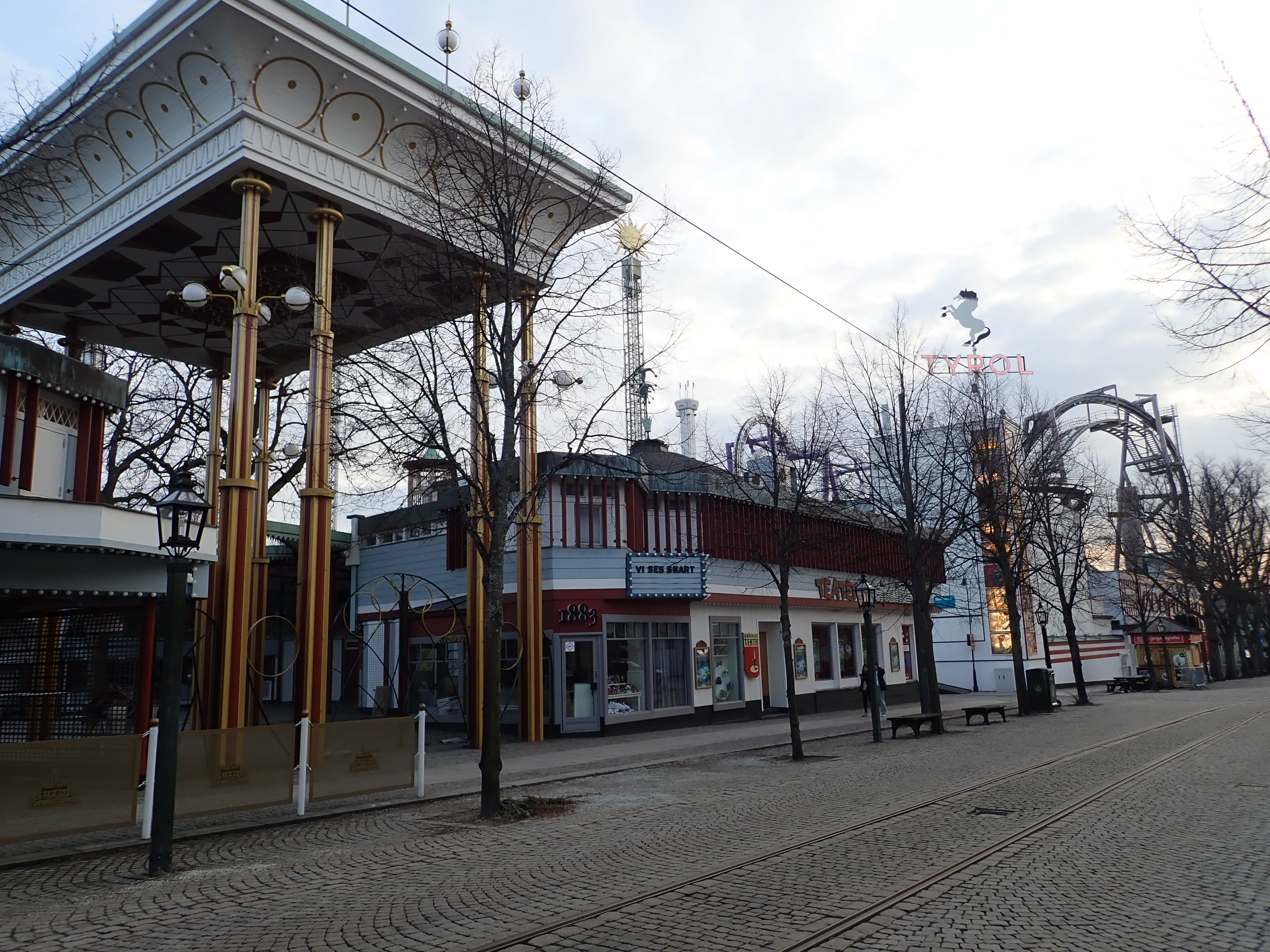
Gröna Lund-teatern och Restaurang Tyrol vid Allmänna Gränd, 2021.
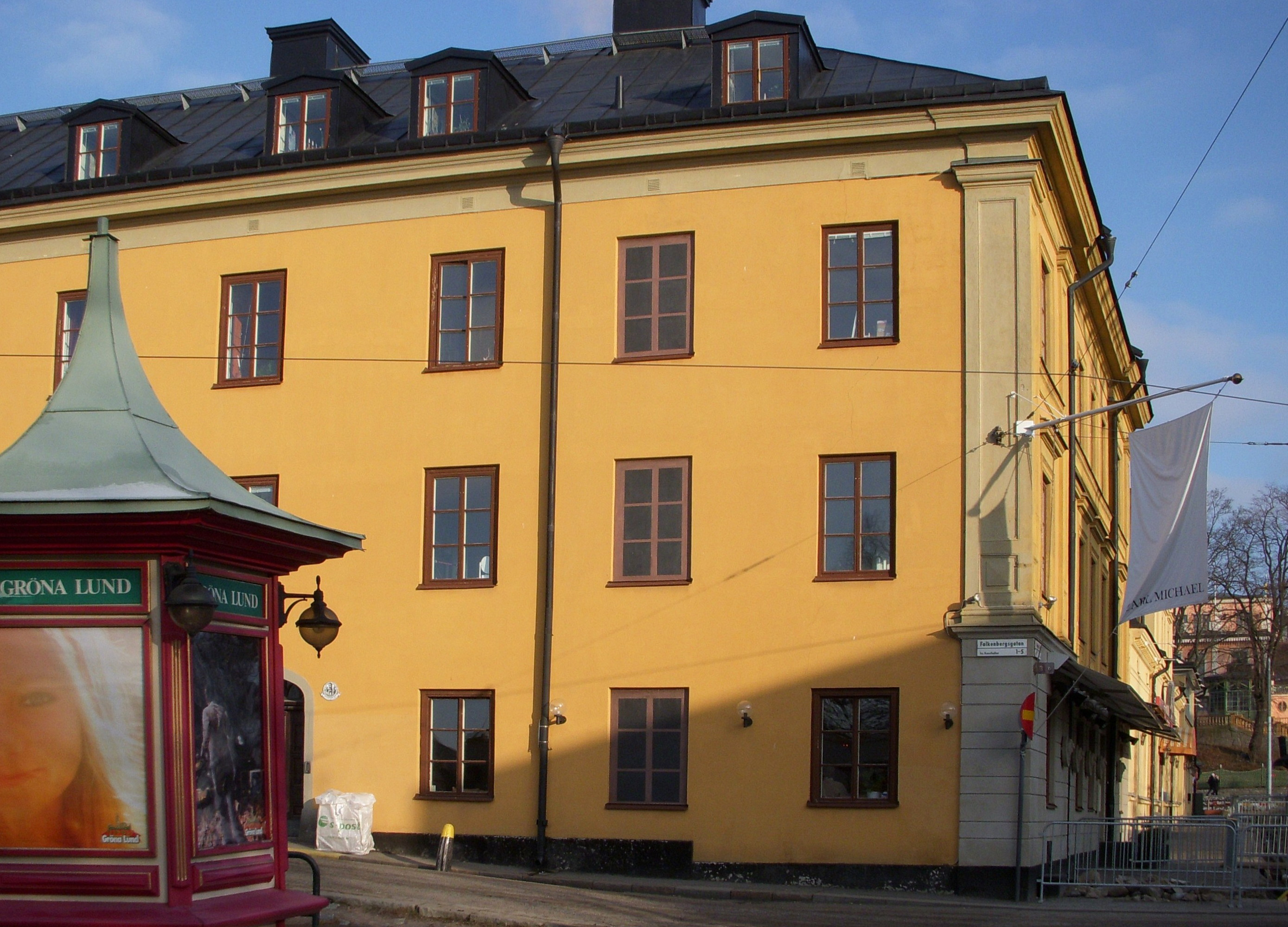
Wärdshuset Bellmansro 2009
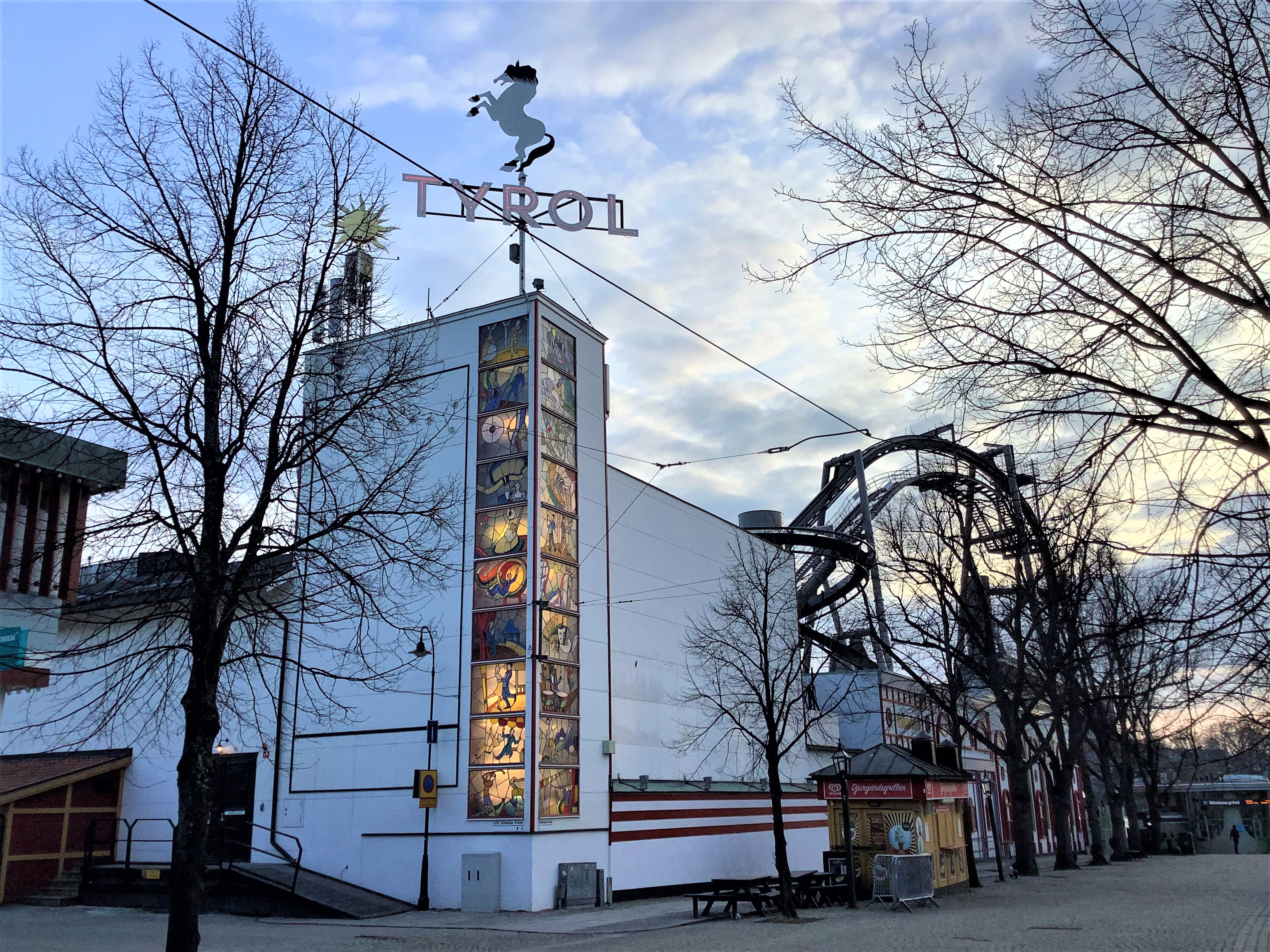
Restaurang Tyrol vid Allmänna gränd, 2021.
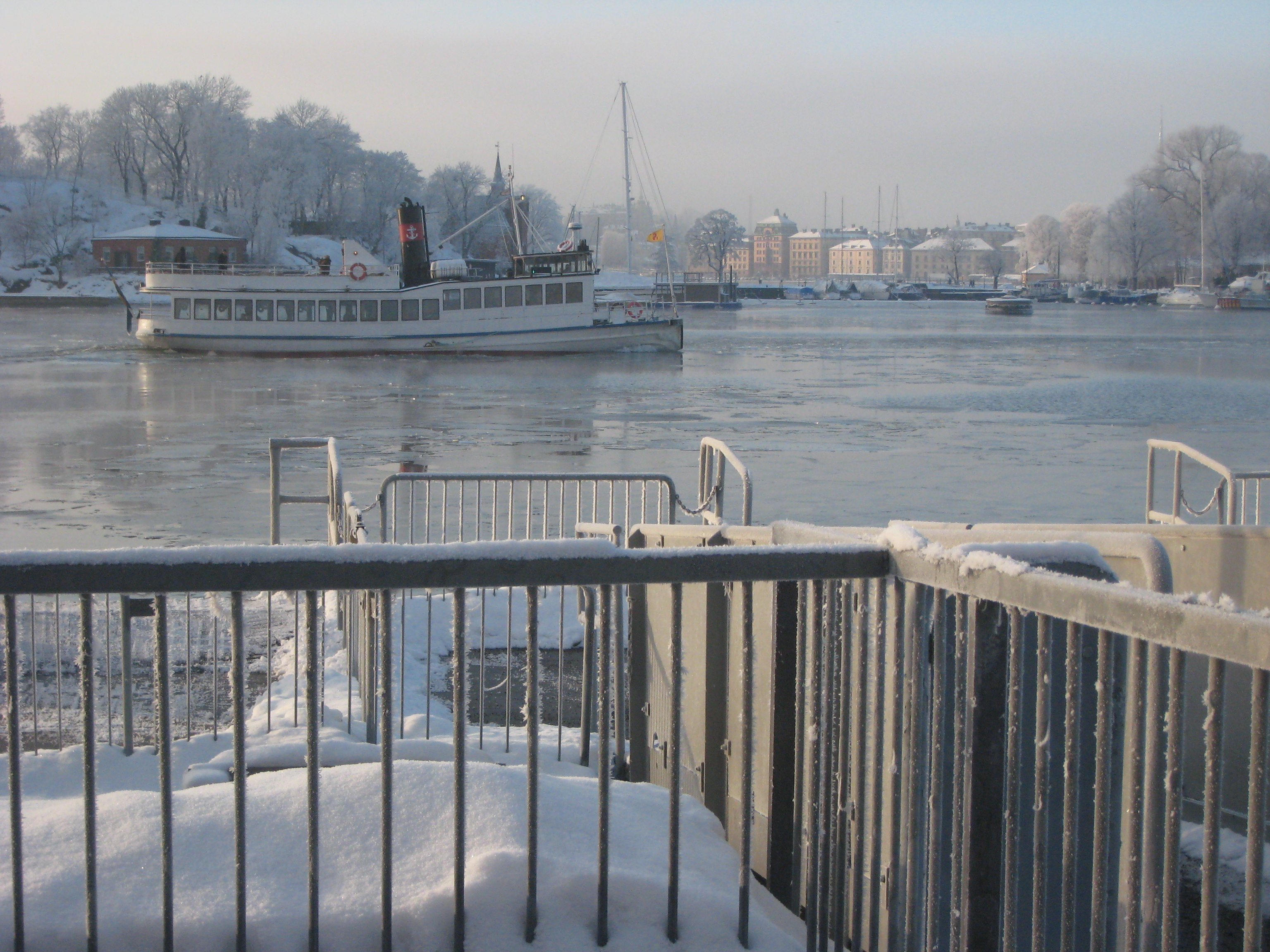
Vy från bryggan Allmänna gränd mot Kastellholmen, Gamla stan och Skeppsholmen.